# Mark Tacher
Mark Tacher Feingold (Ciudad de México, 15 de septiembre de 1977) es un actor mexicano.

## Biografía
Es miembro de una familia de cinco integrantes, sus padres son odontólogos y tiene dos hermanos uno que se dedica a la administración de empresas y el otro es Alan Tacher, también presentador de televisión.
Es licenciado en actuación, estudios obtenidos en el Centro de Formación Actoral de TV Azteca en México (1997-1999). Además, estudió Música, guitarra, Canto y DJ en la Academia G. Martell en México. Perfeccionó sus estudios en Canto, específicamente "Técnica de Opera" con la profesora Lilí de Migueles en México y con el profesor Ramón Calzadilla en Colombia.
Entre 2005 y 2006, estudió Técnicas de Perfeccionamiento Actoral, La Verdad sin Esfuerzo de la mano del Profesor Nelson Ortega en Venezuela.

## Carrera
En 1996 debutó como presentador de televisión en el programa de TV Azteca, Nintendomanía, en el cual estuvo hasta 1998, año en que empezó su faceta como actor.
Perla, Tres veces Sofía y Háblame de amor fueron sus tres primeros proyectos actorales. En 2000 tuvo su primer papel principal en la telenovela Tío Alberto, y en 2002, protagonizó Súbete a mi moto.
En 2003 participó en la telenovela Mirada de mujer, el regreso, siendo esta su última telenovela en TV Azteca.
En 2004 participó en la obra de teatro "Las princesas y sus príncipes" junto a Paola Núñez y María Inés Guerra.
Entre 2004 y 2005 se trasladó a Venezuela donde protagonizó la novela "Mujer con pantalones". Tras su primera incursión fuera de su país, en 2006 se trasladó a Colombia donde protagonizó su gran éxito, La hija del mariachi y Los protegidos. 
De vuelta a México tras su divorcio de Mónica Fonseca, intervino en su primera telenovela para Televisa  Verano de amor, de la mano del productor Pedro Damián en el 2009. Tiempo después tuvo una participación en Alma de hierro.
En 2010 formó parte del elenco de la telenovela Para volver a amar, producida por Roberto Gómez Fernández y Giselle González. En el 2011 se unió al elenco de la telenovela Triunfo del amor, al lado de Maite Perroni y William Levy.
Mark también es músico, y en este ámbito destaca su participación como vocalista y guitarrista en el grupo de Rock Progresivo "Arvakur", en donde participó durante 8 años.

## Filmografía

### Cine
- Yo soy Pepito (2018) — Dr. Martínez
- La prima (2018) — Basilio
- Xibalba (2017)— Many
- El niño y el delfin (2014)
- ¿Qué le dijiste a Dios? (2014) — Santiago
- Ángel de mar (2013)

### Televisión
| Año       | Título                      | Personaje                                  |
| --------- | --------------------------- | ------------------------------------------ |
| 1998      | Perla                       | Alfredo Saravia                            |
| 1998-1999 | Tres veces Sofía            | Juan Carlos Cifuentes                      |
| 1999      | Atrévete                    | Presentador                                |
| 1999-2000 | Háblame de amor             | Leo Aguilar                                |
| 2000-2001 | Tío Alberto                 | Eduardo Soler                              |
| 2001-2002 | Lo que es el amor           | Tadeo Márquez                              |
| 2002-2008 | Lo que callamos las mujeres | Varios personajes                          |
| 2002-2003 | Súbete a mi moto            | José "Pepe" Izaguirre                      |
| 2003-2004 | Mirada de mujer, el regreso | Carlo Cárdenas                             |
| 2005-2006 | Mujer con pantalones        | Salvador Diego Vega                        |
| 2006      | Decisiones                  | Varios personajes                          |
| 2006-2007 | La hija del mariachi        | Emiliano Sánchez-Gallardo / Francisco Lara |
| 2008      | Los protegidos              | Santiago Puerta                            |
| 2008-2009 | Alma de hierro              | Gael Ferrer                                |
| 2009      | Verano de amor              | Dante Escudero                             |
| 2010      | Mujeres asesinas            | Vicente                                    |
| 2010-2011 | Para volver a amar          | Jorge Casso                                |
| 2011      | Triunfo del amor            | Alonso del Ángel                           |
| 2011      | La voz México               | Presentador                                |
| 2012      | Abismo de pasión            | Gael Mondragón                             |
| 2013-2014 | Qué pobres tan ricos        | Alejo Ruizpalacios                         |
| 2015      | Que te perdone Dios         | Mateo López-Guerra                         |
| 2015      | Antes muerta que Lichita    | Luis Altamirano                            |
| 2016      | Mujeres de negro            | Nicolás Lombardo                           |
| 2017      | El bienamado                | León Serrano                               |
| 2017-2018 | Papá a toda madre           | Fabián Carvajal                            |
| 2019      | La Reina del Sur            | Alejandro Alcalá                           |
| 2020      | Operación Pacífico          | Gabriel Pedraza                            |
| 2021      | Malverde: el santo patrón   | Vicente del Río                            |
| 2022-2023 | Amores que engañan          | Ernesto, Episodio: Sobreviviente / Reynado |
| 2022      | Guerra de vecinos           | Ernesto                                    |
| 2022-2023 | Mi camino es amarte         | Fausto Beltrán                             |
| 2023-2024 | El maleficio                | Álvaro Tenoch                              |
| 2024      | Top Chef VIP                | El mismo                                   |
| 2025      | Me atrevo a amarte          | Valente Pérez-Soler (joven)                |

### Teatro
- First Date. ¿Llegarás al postre? (2015)
- Las princesas y sus príncipes (2004)

## Premios y nominaciones

### Premios TVyNovelas (Colombia)
| Año  | Categoría               | Programa/Telenovela  | Resultado |
| ---- | ----------------------- | -------------------- | --------- |
| 2007 | Mejor actor protagónico | La hija del mariachi | Nominado  |

### Premios TVyNovelas (México)
| Año  | Categoría             | Programa/Telenovela | Resultado |
| ---- | --------------------- | ------------------- | --------- |
| 2012 | Mejor actor coestelar | Triunfo del amor    | Nominado  |

### Premios People en Español
| Año  | Categoría              | Programa/Telenovela | Resultado |
| ---- | ---------------------- | ------------------- | --------- |
| 2011 | Mejor actor secundario | Para volver a amar  | Ganador   |

### Reconocimientos
- Las Palmas de Oro del Círculo Nacional de Periodistas (CINPE), como Mejor actor del 2002.
- Premio Mara de Oro como Mejor actor por su participación en la telenovela Mujer con pantalones / Venezuela, 2005.
- Premio a lo Mejor de Venezuela / Venezuela, 2005.
- En 2017 recibe su estrella en el Plaza de las Estrellas.